# تاکدا تاکه‌ماتسو
تاکدا تاکه‌ماتسو (به ژاپنی: 武田 竹松 たけだ たけまつ)؛ (تولد ۱۵۱۷ – مرگ ۱۵۲۳) پسر ارشد رهبر خاندان تاکدا، تاکدا نوبوتورا و برادر بزرگتر تاکدا شینگن در دوره سنگوکو در ژاپن بود. او چهار سال از شینگن بزرگتر بود که در سن شش سالگی درگذشت.
اگرچه گفته می‌شود شینگن پسر ارشد است، اما در واقع او پسر دوم بود، و به دلیل مرگ زودهنگام تاکه‌ماتسو، ممکن است با او به عنوان پسر ارشد رفتار شود، به این معنی که او در زمان تولد فرزند چاکونان ارشد و وارث اصلی خاندان نبود.